# Gertrud Arndt
Gertrud Arndt (Ratibor, 1903. szeptember 20. – Darmstadt, 2000. július 10.) német fotóművész és textilművész. A porosz lány 1923 és 1927 között egy ösztöndíjnak köszönhetően ismerkedett meg a bauhaus mozgalommal. Különböző textileket készített ilyen stílusban, majd a fényképezés felé fordult, a női önarcképkészítés egyik úttörője lett.